# Ixquic
Ixquic (en maya K'iche' : ixquic, ‘le sang’ ‘ix-, préfixe; quic, sang’. Parfois appelée : Lune de sang) est la fille de Cuchumaquic, l'un des douze seigneurs de Xibalba, l’infra-monde maya. La jeune fille ayant entendu l'histoire de Hun-Hunahpu, un dieu qui avait été transformé en arbre à calebasses, rend visite à l'Arbre clandestinement. Elle trouve la tête décapitée de Hun Hunahpu transformée en calebasse et la caresse, mais se fait cracher dessus par celle-ci, elle tombe alors enceinte et est alors exilée sur la Terre par son père pour y être sacrifiée. Elle parvient à échapper au sacrifice et donne naissance aux dieux jumeaux Hunahpu et Ixbalanque.

## Récit du mythe dans le Popol Vuh
Chapitre III du Popol Vuh (traduction de Charles Étienne Brasseur de Bourbourg) :
Et voilà qu'une vierge, fille d'un prince, entendit (ces merveilles) ; Cuchumaquiq était le nom de son père, et Ixquiq était celui de la jeune fille. Et lorsqu'elle entendit l'histoire des fruits de cet arbre qui lui fut racontée par son père, elle s'émerveilla aussi beaucoup de ce récit.
Pourquoi n'irais-je pas voir cet arbre dont on parle (tant) : en vérité ses fruits doivent être bien savoureux, suivant ce que j'entends dire, ajouta-t-elle ?
Alors elle partit seule, et s'approchant du pied de l'arbre planté debout au milieu du Cendrier : Ah ! ah ! (s'écria-t-elle avec admiration). Quoi ! c'est là le fruit de cet arbre. N'est-ce pas admirable comme cet arbre s'est couvert de fruits ? En mourrai-je donc et sera-ce ma ruine si j'en cueille un ? ajouta la jeune fille.
Alors la tête de mort qui était au milieu de l'arbre parla : Est-ce donc que tu en désires ? Ces boules rondes qui sont entre les branches de l'arbre ne sont que des têtes de mort, dit la tête de Hunhun-Ahpu, en parlant à la jeune fille.
En veux-tu toujours ? ajouta-t-elle. — J'en veux, répondit la jeune fille. — Eh bien ! étends seulement le bout de ta main, dit la tête de mort. —Oui, répondit la jeune fille, en avançant sa main qu'elle étendit devant la tête de mort.
Alors la tête de mort lança avec effort un crachat dans la main de la jeune fille tandis qu'elle était étendue vers elle : elle regarda aussitôt le creux de sa main, en y jetant un coup d'œil curieux ; mais la salive de la tête de mort n'était plus dans sa main.
Cette salive et cette bave c'est ma postérité que je viens de te donner. Voilà que ma tête cessera de parler ; car ce n'est qu'une tête de mort, qui n'a déjà plus de chair. Ainsi également est la tête même des plus grands princes ; car la chair seule est ce qui embellit le visage : de là la terreur qui assiège les hommes au moment de la mort, à cause des ossements (qui seuls leur restent).
Il en est de même des fils dont la nature est comme la salive et la bave, qu'ils soient fils de prince ou fils d'artiste ou d'orateur, laquelle ne se perd point, mais se transmet avec la génération sans que s'éteigne ni s'anéantisse la représentation du prince, de l'artiste sorti du peuple ou de l'orateur ; ainsi en est-il également des filles ou des fils qu'ils laissent, et c'est ainsi que j'ai agi avec toi.
Remonte donc vers la terre ; tu ne mourras point. Crois en ma parole qu'ainsi il en sera fait, ajouta la tête de Hunhun-Abpu et de Vukub-Hunahpu (2). Or, ces choses ainsi arrangées se faisaient par l’ordre qu'ils avaient reçu de Hurakan, de l'Éclair qui sillonne et de la Foudre qui frappe.
Ainsi donc la jeune fille retourna à la maison (remplie des) nombreux avertissements qui lui avaient été communiqués. Et aussitôt elle conçut dans son sein par la vertu seule de la salive ; et ce fut là la conception de Hunahpu et de Xbalanque.
La jeune fille étant alors arrivée à sa maison et six mois s'étant écoulés, elle fut observée (avec soupçon) par son père, et Cuchumaquiq était le nom de son père.
Ensuite son père remarqua la jeune fille avec plus d'attention, lorsqu'il vit qu'elle portait un enfant (dans son sein). Alors les rois Hun-Camé et Vukub-Camé réunirent tous les avis avec celui de Cuchumaquiq.
Voici ma fille qui est enceinte, ô rois, et véritable- ment pour son déshonneur, dit Cuchumaquic, en arrivant devant les rois. — C'est bien ! sonde sa bouche, et si elle ne parle pas, qu'elle soit mise à mort et qu'on aille la sacrifier loin d'ici. — Fort bien, ô mes seigneurs, répondit-il.
Alors il demanda à sa fille : De qui est l'enfant que tu portes dans ton sein, ô ma fille ? —Mais elle répondit : Je n'ai point d’enfant, ô mon seigneur et père, il n'y a point d'homme dont je connaisse la face.
Il ajouta : Eh bien, tu es en vérité une fornicatrice !..., Emportez-la et faites-la mourir, vous autres les Ahpof- Aciiih ; rapportez son cœur dans un vase et soyez de retour aujourd'hui avec les rois, dit-il aux Hiboux.
Ils étaient quatre qui allèrent prendre le vase et qui se mirent ensuite en chemin, portant la jeune fille sur leurs épaules, et emportant un couteau de silex destiné à l'immoler.
Vous ne sauriez me tuer, ô mandataires (de Xibalba); car ce n'est pas le crime que je porte dans mon sein ; seul (ceci) s'est engendré, tandis que j'allais admirer la tête de Hunhun-Ahpu qui est au Cendrier ; ainsi donc vous ne me sacrifierez point, ô mandataires (de Xibalba), dit la jeune fille, en leur parlant.
Mais que mettrons-nous en échange de votre cœur. Ainsi nous a parlé votre père : Rapportez son cœur : vous retournerez vers les rois ; soyez formels et d'accord manifestez-en l'accomplissement ; vite apportez-en (la preuve) dans un vase. Vous placerez son cœur au fond du vase. N'est-ce pas ainsi qu'on nous a parlé ? que mettrons-nous donc dans le vase ? cependant nous aimerions mieux que tu ne meures point, dirent les mandataires (de Xibalba).
Fort bien ! ce cœur ne peut être à eux ; votre demeure ne peut pas non plus être ici, et non-seulement vous aurez en votre pouvoir de faire mourir les hommes, mais à vous véritablement seront les véritables fornicateurs, à moi seront ensuite Hun-Camé et Vukub-Camé ; le sang seul passe contrat pour lui-même, ainsi soit-il donc devant leur face.
Quant à brûler ce cœur devant eux, cela ne sera pas (davantage). Mettez (dans le vase) le produit de cet arbre, ajouta la jeune fille. Et rouge la sève de l'arbre sortit et coula dans le vase : elle se coagula et devint (comme) une boule : (c'était) l'échange de son cœur qui sortait jaillissant, ce liquide de l'arbre rouge.
Semblable à du sang sortait la sève de l'arbre, en échange du sang ; alors il se figea là ce sang au fond (du vase), ce liquide de l'arbre rouge, et semblable à du sang son apparence devint brillante, rougeâtre et coagulée dans le vase, tandis que l'arbre devenait célèbre à cause de la jeune fille.
Sang-de-Dragon il fut appelé ; c'est donc ce qui fut surnommé sang, parce que sang passé en contrat il fut appelé.
Là donc vous serez aimés, et tout ce qu'il y a sur la surface de la terre deviendra votre héritage, dit-elle encore aux Hiboux. — Fort bien, jeune fille. Pour nous, nous partons, nous allons rendre compte (de notre mission) ; va ton chemin, tandis que nous allons mettre l'image et ressemblance de ton cœur sous les yeux des rois, répondirent les mandataires (de Xibalba).
Lorsqu'ils arrivèrent devant les rois, tous étaient dans une attente inquiète. Est-ce déjà fini ? dit alors Hun-Camé. —C'est fini, ô rois, voici présentement son cœur au fond de ce vase. — C'est fort bien, que je le voie donc, reprit Hun-Camé.
Alors il le souleva délicatement du bout des doigts, et le liquide ensanglanté, brillant d'une couleur rougeâtre, commença à se répandre avec le sang : Avivez bien les braises et placez-le au-dessus du feu, ajouta Hun-Camé.
Après donc qu'ils eurent jeté (le cœur) sur le feu et que ceux de Xibalba eurent commencé à sentir (l'odeur qui s'en exhalait), tous se levèrent à la fois et se tournèrent avec un étonnement inquiet vers le parfum qu’ils sentaient de la fumée de ce sang.
Tandis qu'ils demeuraient (étourdis de ce qui se passait) , les Hiboux, prévenus par la jeune fille, s’acheminaient montant en grand nombre de la fondrière vers la terre, où ils tournaient aussitôt ses partisans.
Ainsi furent joués les princes de Xibalba par cette jeune fille par qui tous se laissèrent aveugler.

## Place dans le calendrier maya
Trois jours étaient consacrés à la déesse dans le calendrier maya. Le huitième jour, Lamat, le quatorzième jour, Ix et le dix-septième jour, Kab’an.